# Giv mig en större, giv mig en högre, giv mig en fullkomlig tro
Giv mig en större, giv mig en högre, giv mig en fullkomlig tro är en körsång med text av Cornelie Booth som 1891 även tonsatte kören. 

## Publicerad i
- Frälsningsarméns sångbok 1990 som nr 793 under rubriken "Helgelse".